# Ракотуле
Ракотуле су насељено место у саставу општине Каројба у Истарској жупанији, Хрватска. До територијалне реорганизације у Хрватској налазиле су се у саставу старе општине Пазин.

## Становништво
На попису становништва 2011. године, Ракотуле су имале 226 становника.

## Попис1991.
На попису становништва 1991. године, насељено место Ракотуле је имало 228 становника, следећег националног састава:
| Попис 1991.‍  | Попис 1991.‍  | Попис 1991.‍ | Попис 1991.‍ | Попис 1991.‍ |
| ------------ | ------------ | ----------- | ----------- | ----------- |
|              |              |             |             |             |
| Хрвати       | Хрвати       |             | 161         | 70,61%      |
| Италијани    | Италијани    |             | 7           | 3,07%       |
| Југословени  | Југословени  |             | 3           | 1,31%       |
| Срби         | Срби         |             | 1           | 0,43%       |
| неопредељени | неопредељени |             | 10          | 4,38%       |
| регион. опр. | регион. опр. |             | 44          | 19,29%      |
| непознато    | непознато    |             | 2           | 0,87%       |
| укупно: 228  |              |             |             |             |